# Myrmidon à ventre brun
Epinecrophylla gutturalis
Espèce
Statut de conservation UICN

 LC  : Préoccupation mineure
Le Myrmidon à ventre brun (Epinecrophylla gutturalis) est une espèce de passereaux de la famille des Thamnophilidae.

## Répartition

Aire de répartition d’Epinecrophylla gutturalis.

Cet oiseau se rencontre au Brésil, au Guyana, en Guyane, au Suriname et au Venezuela.

## Classification
Le nom valide complet (avec auteur) de ce taxon est Epinecrophylla gutturalis (Sclater & Salvin, 1881).
L'espèce a été initialement classée dans le genre Myrmotherula sous le protonyme Myrmotherula gutturalis P.L.Sclater & Salvin, 1881.
Ce taxon porte en français les noms vernaculaires ou normalisés suivants : Myrmidon à ventre brun,.
Epinecrophylla gutturalis a pour synonyme :
- Myrmotherula gutturalis P.L.Sclater & Salvin, 1881